# 斯諾普盧姆峰
斯諾普盧姆峰（英語：Snowplume Peak），是南極洲的山峰，位於埃爾斯沃思地，處於直角峰西南面1.4公里和皮爾斯布里塔丘西南面3.7公里，屬於瓊斯山的一部分，現時由南極條約體系管理。